# Descamació
La descamació, comunament referida a la descamació de la pell, és el despreniment de la membrana o capa més externa d'un teixit. El terme prové del llatí desquamare per "raspar les escates d'un peix".

## Descamació de la pell

### Normal
La descamació normal i no patològica de la pell es produeix quan els queratinòcits, després de desplaçar-se cap a la superfície de la pell d'una forma normal durant uns 14 dies, es desprenen individualment de forma imperceptible. Es pot observar una descamació visible, però no patològica, després de la immersió de la pell en aigua calenta, afavorint el despreniment de la capa superior de cèl·lules mortes de la pell i, com a tal, és un resultat comú de l'ús d'una dutxa o banyera calenta.

### Patològica
En la descamació patològica, com la que es veu en la ictiosi lligada al cromosoma X, l'estrat corni es torna més gruixut (hiperqueratosi), donant un aspecte “sec” o escatós a la pell i, en lloc de separar-se com a cèl·lules simples, els corneòcits es desprenen en grups, formant escates visibles. La descamació de l'epidermis pot aparèixer en malalties o lesions a la pell. Per exemple, un cop s'esvaeix l'erupció del xarampió, hi ha descamació. La descamació de la pell normalment segueix la curació d'una cremada de primer grau. La síndrome de xoc tòxic, una reacció del sistema immunitari potencialment mortal a una infecció bacteriana per Staphylococcus aureus, pot causar una descamació severa; també ho pot fer la intoxicació per mercuri. Altres malalties greus de la pell que comporten una descamació extrema inclouen la síndrome de Stevens-Johnson i la necròlisi epidèrmica tòxica. La radiació pot causar descamació seca o humida.